# 基贾 (利沃夫州)
50°14′58″N 25°9′41″E / 50.24944°N 25.16139°E
基贾（烏克蘭語：Кізя）是烏克蘭的村落，位於該國西部利沃夫州，由佐洛奇夫區布罗德市镇負責管轄，面積0.43平方公里，海拔高度203米，2001年人口77，人口密度每平方公里179.49人。
2024年9月19日，乌克兰最高拉达将此村的乌克兰语名字从改为。